# Худайкулов, Саидназар
Саидназар Худайкулов (тадж. Саидназар Худойқулов; 1913 год — 30 января 1966 года) — председатель колхоза имени Сталина Шаартузского района Сталинабадской области, Таджикская ССР. Герой Социалистического Труда (1948). Депутат Верховного Совета Таджикской ССР 6-го созыва. Заслуженный хлопковод Таджикской ССР (1953).
Трудовую деятельность начал в 1932 году. До 1935 года работал рядовым колхозником в колхозе «Большевик». С 1936 года — член правления этого же колхоза. С 1939 года — председатель колхоза имени Куйбышева (позднее — колхоз «Околтин», имени Сталина) Шаартузского района. Член КПСС.
Под его руководством колхоз имени Сталина в 1947 году собрал высоких урожай хлопка-сырца. Указом Президиума Верховного Совета СССР от 1 марта 1948 года «за получение в 1947 году высоких урожаев хлопка» удостоен звания Героя Социалистического Труда с вручением ордена Ленина и золотой медали «Серп и Молот».
В марте 1963 года избрался депутатом Верховного Совета Таджикской ССР VI созыва.
Скончался 30 января 1966 года от продолжительной болезни.
Награды
- Герой Социалистического Труда
- Орден Ленина — трижды
- Медаль «За трудовую доблесть»
- Медаль «За доблестный труд в Великой Отечественной войне 1941—1945 гг.»